# Íñigo Sainz-Maza
Íñigo Sainz-Maza Serna (Ampuero, Cantabria, 16 de junio de 1998), conocido deportivamente como Íñigo, es un futbolista español que juega como mediocentro en el Racing de Santander de la Segunda División de España. Es primer capitán del equipo desde 2021.
El 24 de octubre de 2024 se confirmó una rotura de ligamento cruzado de la rodilla derecha que le hará perder el resto de la temporada 2024-25.

## Clubes
Actualizado al último partido disputado el 23 de octubre de 2024.
| Club                         | Liga          | Temporada     | Liga  | Liga  | Liga   | Copas nacionales | Copas nacionales | Copas nacionales | Copas internacionales | Copas internacionales | Copas internacionales | Total | Total | Total  |
| Club                         | Liga          | Temporada     | Part. | Goles | Asist. | Part.            | Goles            | Asist.           | Part.                 | Goles                 | Asist.                | Part. | Goles | Asist. |
| ---------------------------- | ------------- | ------------- | ----- | ----- | ------ | ---------------- | ---------------- | ---------------- | --------------------- | --------------------- | --------------------- | ----- | ----- | ------ |
| Rayo Cantabria · España      | 3.ª           | 2015-16       | 1     | 0     | 0      | —                | —                | —                | —                     | —                     | —                     | 1     | 0     | 0      |
| Rayo Cantabria · España      | 3.ª           | 2016-17       | 6     | 0     | 0      | —                | —                | —                | —                     | —                     | —                     | 6     | 0     | 0      |
| Rayo Cantabria · España      | 3.ª           | 2017-18       | 25    | 2     | 0      | —                | —                | —                | —                     | —                     | —                     | 25    | 2     | 0      |
| Rayo Cantabria · España      | 3.ª           | 2018-19       | 31    | 4     | 0      | —                | —                | —                | —                     | —                     | —                     | 31    | 4     | 0      |
| Racing de Santander · España | 2.ª B         | 2018-19       | 2     | 0     | 0      | —                | —                | —                | —                     | —                     | —                     | 2     | 0     | 0      |
| Rayo Cantabria · España      | 3.ª           | 2019-20       | 22    | 1     | 0      | —                | —                | —                | —                     | —                     | —                     | 22    | 1     | 0      |
| Rayo Cantabria · España      | Total club    | Total club    | 85    | 7     | 0      | 0                | 0                | 0                | 0                     | 0                     | 0                     | 85    | 7     | 0      |
| Racing de Santander · España | 2.ª B         | 2020-21       | 23    | 0     | 0      | 1                | 0                | 0                | —                     | —                     | —                     | 24    | 0     | 0      |
| Racing de Santander · España | 1.ª RFEF      | 2021-22       | 36    | 1     | 0      | 2                | 0                | 0                | —                     | —                     | —                     | 38    | 1     | 0      |
| Racing de Santander · España | 2.ª           | 2022-23       | 35    | 0     | 1      | 1                | 0                | 0                | —                     | —                     | —                     | 36    | 0     | 1      |
| Racing de Santander · España | 2.ª           | 2023-24       | 35    | 0     | 1      | 1                | 0                | 0                | —                     | —                     | —                     | 36    | 0     | 1      |
| Racing de Santander · España | 2.ª           | 2024-25       | 9     | 0     | 0      | —                | —                | —                | —                     | —                     | —                     | 9     | 0     | 0      |
| Racing de Santander · España | Total club    | Total club    | 140   | 1     | 2      | 5                | 0                | 0                | 0                     | 0                     | 0                     | 145   | 1     | 2      |
| Total carrera                | Total carrera | Total carrera | 225   | 8     | 2      | 5                | 0                | 0                | 0                     | 0                     | 0                     | 230   | 8     | 2      |
| 1. 2. 3.                     |               |               |       |       |        |                  |                  |                  |                       |                       |                       |       |       |        |